# Линвуд-Прајсдејл (Пенсилванија)
Линвуд-Прајсдејл (енгл. Lynnwood-Pricedale) насељено је место без административног статуса у америчкој савезној држави Пенсилванија.

## Демографија
По попису из 2010. године број становника је 2.031, што је 137 (-6,3%) становника мање него 2000. године.
| Група             | 2000.         | 2010.         |
| Белци             | 2.087 (96,3%) | 1.949 (96,0%) |
| Афроамериканци    | 54 (2,5%)     | 41 (2,0%)     |
| Азијати           | 7 (0,3%)      | 12 (0,6%)     |
| Хиспаноамериканци | 12 (0,6%)     | 11 (0,5%)     |
| Укупно            | 2.168         | 2.031         |